# Beaumont-sur-Lèze
Beaumont-sur-Lèze är en kommun i departementet Haute-Garonne i regionen Occitanien i södra Frankrike. Kommunen ligger i kantonen Auterive som tillhör arrondissementet Muret. År 2022 hade Beaumont-sur-Lèze 1 638 invånare.

## Befolkningsutveckling
Antalet invånare i kommunen Beaumont-sur-Lèze
Referens:INSEE